# ABC Kids
ABC Kids est un bloc de programmes constitué de dessins animés et d'émissions pour la jeunesse. ABC Kids est diffusé le samedi matin aux États-Unis sur les chaînes du réseau ABC et depuis 2002 au Canada sur le réseau CTV.
Ce bloc fut d'abord créé en 1997 sous le nom de Disney's One Saturday Morning, puis renommé ABC Kids en 2002. C'est le successeur du bloc The Disney Afternoon et contient certaines émissions identiques. 

## Histoire
Au départ, l'émission était diffusée de 8 h à 13 h. En 2002, Disney's One Saturday Morning est renommé ABC Kids comme un clin d'œil au rachat par Disney de Fox Kids l'année précédente. En 2004, L'émission commence à 9 h et perd une heure de diffusion. En 2010, Le bloc jeunesse perd encore une heure et est diffusée de 9 h à 12 h.
Le 24 mai 2011 Litton Entertainment (en), une société de production produisant des émissions éducatives, signe avec ABC afin de produire des séries dans le bloc du samedi matin. Ainsi, ABC Kids est supprimée au profit de Litton's Weekend Adventure (en).

## Programmation

### One Saturday Morning
- Les 101 Dalmatiens, la série (1997–1999)
- Les Aventures de Buzz l'Éclair (2000–2001)
- The Bugs Bunny & Tweety Show (1997–2000)
- Cool Attitude (2002)
- La Cour de récré (1997–2002)
- Disney's tous en boîte (2001–2002)
- Doug (1997–2001)
- Drama
- La Guerre des Stevens (2001–2002)
- Hercule (1998–1999)
- La Légende de Tarzan (2002)
- Le Livre de la jungle, souvenirs d'enfance (1997–1998)
- Lizzie McGuire (2001–2002)
- Lloyd in Space (2001–2002)
- Mary-Kate and Ashley in Action! (2001–2002)
- Mickey Mania (1999–2000)
- Les Nouvelles Aventures de Winnie l'ourson (1997–2002)
- Pepper Ann (1997–2001)
- Sabrina (1999–2001)
- Schoolhouse Rock! (en) (1997–2000)
- Science Court (en) (1997–2000)
- Teacher's Pet (en) (2000–2002)
- Teamo Supremo (2002)
- The Weekenders (2000–2002)

### ABC Kids

#### Séries d'animations
- Cool Attitude (2002–2006)
- La Cour de récré (2002–2004)
- Fillmore! (2002–2005)
- Kim Possible (2002–2006)
- Kuzco, un empereur à l'école (2006–2011)
- Lilo et Stitch, la série (2003–2006)
- Le Monde de Maggie (2005–2006)
- Les Replacements (2006–2011)
- Teamo Supremo (2002–2003)
- W.I.T.C.H. (2005)

#### Séries Live
- La Guerre des Stevens (2005)
- Hannah Montana (2006–2011)
- Lizzie McGuire (2002–2005)
- NBA Inside Stuff (en) (2002–2004)
- Phénomène Raven (2003–2011)
- Phil du futur (2004–2006)
- PhamVietDung
- Power Rangers (2002–2010)
  - Power Rangers: Wild Force (2002–2003)
  - Power Rangers: Ninja Strom (2003–2004)
  -  Power Rangers: Dino Thunder (2004–2005)
  -  Power Rangers: SPD (2005–2006)
  - Power Rangers: Mystic Force (2006–2007)
  - Power Rangers : Opération Overdrive (2007–2008)
  - Power Rangers : Jungle Fury (2008–2009)
  - Power Rangers : RPM (2009)
  - Mighty Morphin Power Rangers (2010)
- La Vie de palace de Zack et Cody (2005-2011)

## Disney's One Too
Durant l'été 1999, Disney et UPN s'allient pour proposer un bloc de deux heures de programmes jeunesses produits par Disney. Ces émissions sont diffusées le dimanche matin et l'après-midi des jours de semaines. Le bloc fut d'abord lancé sous le nom de "Whomptastic" en septembre 1999 en complément du bloc Disney's One Saturday Morning. Cette déclinaison a rebaptisée en 2002 Disney's One Too.